# Ivo Jan starejši
Ivo Jan starejši, slovenski hokejist, * 10. april 1942, Jesenice.
Jan je bil dolgoletni član kluba HK Acroni Jesenice, s katerim je bil med letoma 1957 in 1971 petnajstkrat zapored državni prvak Jugoslavije. Za jugoslovansko reprezentanco je nastopil na Olimpijskih igrah 1964 v Innsbrucku, 1968 v Grenoblu in 1972 v Saporu ter petnajstih svetovnih prvenstvih, skupno pa je za reprezentanco odigral preko 200 tekem. 
Tudi njegova brata Bogo Jan in Milan Jan sta bila hokejista, kot tudi sin Ivo Jan.